# Coppa di Francia 1946-1947
La Coppa di Francia 1946-1947 è stata la 30ª edizione della coppa nazionale di calcio francese.

## Risultati

### Trentaduesimi di finale
| Squadra 1           | Risultato   | Squadra 2                 |
| ------------------- | ----------- | ------------------------- |
| Olympique Alès      | 3 - 0       | LSO Colombes              |
| FC Nancy            | 3 - 1       | Amiens                    |
| Nantes              | 2 - 2 (dts) | US Cazères                |
| Nîmes               | 1 - 0       | Sète                      |
| Niort               | 4 - 0       | Stade Clermontois         |
| Stade Français      | 3 - 1       | Olympique Saint-Quentin   |
| Stade Reims         | 9 - 1       | JA Saumur                 |
| Roubaix-Tourcoing   | 1 - 0       | Rennes                    |
| Red Star            | 4 - 1       | ASA Maison-Alfort         |
| Saint-Étienne       | 9 - 0       | Beauvais                  |
| Sochaux             | 8 - 0       | Drapeau de Fougères       |
| Strasburgo          | 5 - 0       | Besançon                  |
| Tolosa              | 2 - 1       | RC Paris                  |
| AS Troyes-Sav.      | 3 - 1       | Antibes                   |
| Valenciennes        | 2 - 0       | ES Bully-les-Mines        |
| Metz                | 4 - 0       | SC Douai                  |
| SO Mazamet          | 1 - 0       | Annecy                    |
| Olympique Marsiglia | 1 - 0       | Arago Orléans             |
| Angers              | 2 - 2 (dts) | VGA Saint-Maur-des-Fossés |
| AS des Charentes    | 3 - 0       | USA Saint-Aigulin         |
| Stade Béthunois     | 1 - 0       | Tolone                    |
| Bordeaux            | 3 - 0       | Belfort                   |
| Caen                | 1 - 0       | Paris UC                  |
| Cannes              | 3 - 0       | Montpellier               |
| Castres             | 3 - 3 (dts) | USA Perpignanais          |
| Colmar              | 2 - 0       | US Busigny                |
| Lyon OU             | 2 - 0       | CEP Lorient               |
| Lilla               | 6 - 0       | Nizza                     |
| Lens                | 4 - 1       | US Le Vésinet             |
| Le Mans             | 3 - 1       | Gueugnon                  |
| Le Havre            | 1 - 0       | Rouen                     |
| FC Corbeil          | 4 - 2       | AS Avignone               |

#### Spareggi
| Squadra 1 | Risultato | Squadra 2                 |
| --------- | --------- | ------------------------- |
| Nantes    | 5 - 2     | US Cazères                |
| Angers    | 4 - 1     | VGA Saint-Maur-des-Fossés |
| Castres   | 4 - 2     | USA Perpignanais          |

### Sedicesimi di finale
| Squadra 1           | Risultato   | Squadra 2       |
| ------------------- | ----------- | --------------- |
| Bordeaux            | 3 - 0       | SO Mazamet      |
| Angers              | 1 - 0       | Stade Béthunois |
| Strasburgo          | 3 - 1       | AS Troyes-Sav.  |
| Red Star            | 4 - 2       | Lyon OU         |
| Sochaux             | 4 - 3       | FC Corbeil      |
| Roubaix-Tourcoing   | 4 - 2       | Tolosa          |
| Stade Reims         | 2 - 2 (dts) | FC Nancy        |
| Stade Français      | 5 - 2       | Niort           |
| Metz                | 4 - 3       | Olympique Alès  |
| Olympique Marsiglia | 4 - 1       | Colmar          |
| Lilla               | 3 - 1       | Saint-Étienne   |
| Le Mans             | 2 - 1       | Lens            |
| Le Havre            | 4 - 0       | Caen            |
| Cannes              | 2 - 0       | Nantes          |
| AS des Charentes    | 4 - 2       | Castres         |
| Valenciennes        | 2 - 0       | Nîmes           |

#### Spareggi
| Squadra 1   | Risultato | Squadra 2 |
| ----------- | --------- | --------- |
| Stade Reims | 3 - 2     | FC Nancy  |

### Ottavi di finale
| Squadra 1        | Risultato | Squadra 2           |
| ---------------- | --------- | ------------------- |
| Lilla            | 5 - 2     | Sochaux             |
| Metz             | 2 - 1     | Roubaix-Tourcoing   |
| Bordeaux         | 3 - 1     | Olympique Marsiglia |
| Le Havre         | 1 - 0     | Valenciennes        |
| Strasburgo       | 5 - 0     | Cannes              |
| Stade Français   | 6 - 1     | Le Mans             |
| AS des Charentes | 3 - 1     | Red Star            |
| Stade Reims      | 2 - 1     | Angers              |

### Quarti di finale
| Squadra 1        | Risultato | Squadra 2      |
| ---------------- | --------- | -------------- |
| Lilla            | 3 - 2     | Metz           |
| Bordeaux         | 5 - 2     | Le Havre       |
| Strasburgo       | 2 - 1     | Stade Français |
| AS des Charentes | 2 - 1     | Stade Reims    |

### Semifinali
| Squadra 1  | Risultato | Squadra 2        |
| ---------- | --------- | ---------------- |
| Lilla      | 3 - 0     | Bordeaux         |
| Strasburgo | 6 - 0     | AS des Charentes |

### Finale
| Arbitro: | René Tranchon |

| |            | |
| Vandooren 1’ Lang 70’ (aut.) | Marcatori  | |
| Robert Germain Joseph Jadrejak Jean-Marie Prévost Marceau Somerlinck Albert Dubreucq Jules Bigot Bolek Tempowski Roger Carré Roger Vandooren Jean Baratte Jean Lechantre | Formazioni | Marcel Lergenmuller Secundo Pascual Paco Mateo Gabriel Braun Charles Heiné Joseph Lang Oscar Heisserer Alexandre Vanags Joseph Heckel Frédéric Woehl Alphonse Rolland |
| André Cheuva | Allenatori | Émile Veinante |